# Censura in Algeria
Le condizioni di lavoro dei giornalisti in Algeria sono cambiate a partire dall'indipendenza nel 1962. Dopo il 1990, il Codice della Stampa è stato abrogato, permettendo così una maggiore libertà di stampa. Comunque, a partire dallo scoppio della guerra civile negli anni novanta, sono stati assassinati più di 70 giornalisti, sia da parte delle forze di sicurezza sia dagli islamisti. Sessanta giornalisti sono stati uccisi tra il 1993 ed il 1998 in Algeria.

## Gli anni '90 e 2000
Recentemente, il presidente Abdelaziz Bouteflika ha ordinato la chiusura di molti giornali, ha fatto imprigionare giornalisti come Mohammad Benchicou, direttore di Le Matin e autore di una biografia critica di Bouteflika, costringendo altri giornalisti all'esilio, prevalentemente in Francia.
L'indice di Reporter senza frontiere (RSF) per la libertà di stampa dà approssimativamente 40 per l'Algeria da cinque anni (sebbene la cifra sia aumentata, il che significa una minore libertà di stampa). Insieme al giornale L'Humanité, RSF ha effettivamente denunciato l'incarcerazione di Mohammad Benchicou, direttore de Le Matin, che è stato condannato a due anni di prigione per aver denunciato la corruzione in Algeria. A Benchicou è stato assegnato nel 2006 il  premio Barbara Goldsmith per la libertà di scrittura (PEN/Barbara Goldsmith Freedom to Write Award).
L'Algeria ha visto di recente molti attacchi alla libertà di stampa, a parte l'incarcerazione di Mohammad Benchicou. Il quotidiano La Tribune è stato chiuso nel 1996. Il blog Sam è stato censurato nel marzo 2006. Anche El Watan ha subito attacchi dallo stato algerino nel 1998. I suoi reporter, secondo RSF e il Comitato per la protezione dei giornalisti (Committee to Protect Journalists, CPJ) sono stati presi di mira sia dalle forze governative che dai rivoltosi islamici. Giornalisti di Liberté e di Le Matin sono stati costretti ad andare in esilio in Francia.

## Il convegno di febbraio 2007 sulle persone scomparse
Le autorità hanno bloccato il 7 febbraio 2007 un convegno intitolato "Pour la Vérité, la Paix et la Conciliation" (Per la Verità, la Pace e la Conciliazione) organizzato da CFDA (Collectif des Familles de Disparus en Algérie, Collettivo delle famiglie delle persone scomparse in Algeria), SOS Disparus, Djazairouna, ANFD (Association Nationale des Familles de Disparus, Associazione nazionale delle famiglie delle persone scomparse) e Somoud. Questa nuova forma di censura di una conferenza sulle "sparizioni" che si verificarono negli anni '90 nel corso della guerra civile, è stata criticata da ACAT-France (Action des Chrétiens pour l'abolition de la torture), dalla Federazione Internazionale dei Diritti Umani (International Federation of Human Rights, IFHR), e dall'Organizzazione mondiale contro la tortura (World Organization Against Torture, WOAT). Inoltre, i critici della controversa Carta per la pace e la riconciliazione nazionale, adottata il 29 settembre 2006, sono stati presi di mira dalle autorità, che utilizzano vari metodi di intimidazione, compresi i processi, contro avvocati e difensori dei diritti umani.